# Meseta Interior
La meseta Interior comprende una gran región canadiense del interior de la Columbia Británica, que se encuentra entre las montañas Cariboo y Monashee, al este, y las montañas Hazelton, las montañas de la Costa y la cordillera de las Cascadas, al oeste. La continuación de la meseta hacia los Estados Unidos se conoce allí como la meseta del Columbia.
Fisiográficamente, la meseta Interior es una sección de la gran provincia de las Mesetas del Norte, que a su vez es parte de la división fisiográfica de las mesetas Intermontanas.
(La meseta Interior no forma parte de las montañas del Interior, una enorme zona que constituye la mayor parte de los dos tercios septentrionales de la provincia canadiense de la Columbia Británica entre las montañas Costeras, las montañas Rocosas y las pequeñas cordilleras del interior de las montañas Costeras entre las cordilleras de Bulkley y el río Bella Coola).

## Subdivisiones
Tiene varias subdivisiones, siendo estas:
- la meseta de Fraser, dividida en:

- la meseta de Chilcotin;
- la meseta de Cariboo, con a su vez:

- la meseta de Bonaparte (parte de la meseta de Thompson en algunas definiciones, y también conocida como la Meseta de Kamloops);

- la meseta de Nechako;
- la meseta de McGregor;

- la meseta de Thompson.

Las mesetas de Cariboo y de Chilcotin están separadas por el río Fraser; la meseta de Nechako flanquea al Fraser por ambos lados y su límite sur está definido por el río West Road (también conocido como el río Blackwater) y el río Quesnel, y su límite norte consiste en las montañas Omineca y las montañas Cassiar, que son dos subdivisiones importantes de las montañas del Interior.

## Cadenas montañosas
En esta región se encuentran varias cadenas montañosas y sistemas de colinas:
- la cordillera del Pabellón, que comprende:

- la cordillera Clear (incluye la cordillera Escarpada);
- la cordillera de Mármol;
- las colinas de Cornwall (no formalmente parte de la cordillera del Pabellón, pero adyacente a la cordillera Clara en su lado este);
- las colinas de Traquita (no formalmente parte de la cordillera del Pabellón, pero adyacentes a las cordilleras Clara y del Mármol en su lado este);

- las colinas Arrowstone (en el borde SO de la meseta de Bonaparte);
- la cordillera del Arco Iris (a veces asignada a las cordilleras del Pacífico o a las cordilleras del Kitimat, subcordilleras de las montañas Costeras);
- la cordillera Itcha;
- la cordillera de Ilgachuz;
- la cordillera de Quanchus (borde occidental de la meseta de Nechako, en medio del Embalse de Nechako/Lago de Otsa);
- la cordillera del Telégrafo (meseta de Nechako);
- la cordillera Fawnie (meseta de Nechako);
- la cordillera Pattullo (a veces considerada parte de las montañas Hazelton).

Algunos sistemas de clasificación asignan la cordillera Pattullo a las montañas Hazelton, que forman parte del complejo más grande de las montañas Skeena, pero teóricamente también es la cordillera Quanchus. Además, las montañas de Cariboo a veces se incluyen como parte de la meseta Interior.
Tres áreas liminales de la meseta, es decir, a veces consideradas parte de ella en lugar de cordilleras adyacentes, son las tierras altas de Shuswap, Okanagan y Quesnel.

## Historia
La ubicación de la meseta Interior en América del Norte está entre las Montañas Rocosas y la cordillera de la Costa del Pacífico.
Está tallada por las cuencas y afluentes de dos ríos: el Columbia y el Fraser. La región del norte es en gran parte boscosa, excepto en las tierras bajas y las áreas más meridionales que se asemejan a los pastizales de artemisa que caracterizan la parte sur de la meseta en el drenaje de Columbia.
La primera presencia humana documentada es de 8500 a. C.. Los restos de bisontes, de puntas clovis y otras puntas acanaladas se remontan a ese marco de tiempo. Un sitio importante en el área es el sitio de Wenatchee (ubicado en Washington).
La fase de Windust está fechada entre el 10600 y 7100 a. C.. En el sitio arqueológico de Lind Coulee, en el centro-este de Washington, las puntas de proyectil en forma de hoja y los cuchillos datan de entre 8500-5500 a. C. Basándose en las pruebas arqueológicas, se sugiere que estas personas eran cazadores, subsistiendo también de la pesca y la recolección de plantas. La presencia de conchas marinas da un indicio de que hubo comercio. También se encontró una pequeña vivienda de forma ovalada en el sitio del lago Paulina en Oregón, que data del 7100 a. C..
La fase de la Cascada tuvo lugar entre 7100 y 4300 a. C., y se caracterizó por un ligero cambio en la tecnología de las herramientas de los pueblos de Windust. Se encontró una estructura residencial para este grupo, que data de entre 5500-4300 a. C.. Otras casas de foso siguieron entre 4000-2000 a. C.. La mayoría de las estructuras residenciales se encuentran en los ríos. Durante la época histórica, las plantas y el salmón eran los alimentos básicos, lo que da una indicación de que los grupos de las Cascadas pescaban salmones en verano y en otoño.
En el período Tardío, fechado alrededor del 2500 a. C., aparecieron las viviendas semienterradas (quiggly hole), como las del sitio arqueológico de Keatley Creek. Otros marcadores de este período incluyen el creciente número de viviendas y asentamientos. La pesca siguió aumentando y la tecnología también avanzó, introduciendo arpones de contrapunta más especializados y arpones de contrapunta compuesta. También se utilizaron otras tecnologías, como redes y presas. Las redes de comercio también florecieron durante ese tiempo, utilizando conchas marinas, turquesas, grasa de pescado y otros bienes en los intercambios.